# Nuoto ai campionati mondiali di nuoto 2007 - 1500 metri stile libero maschili
La gara di nuoto dei 1500 metri stile libero maschili dei campionati mondiali di nuoto 2007 è stata disputata il 31 marzo e il 1º aprile presso la Rod Laver Arena di Melbourne.
Accreditati alla partenza 50 atleti.

## Podio
| Posizione | Atleta              | Nazionalità   |
| --------- | ------------------- | ------------- |
| Oro       | Mateusz Sawrymowicz | Polonia       |
| Argento   | Yury Prilukov       | Russia        |
| Bronzo    | David Davies        | Gran Bretagna |

## Risultati

### Batterie
I migliori 8 tempi si qualificano per la finale
| Pos. | Batteria | Corsia | Atleta                       | nazione                 | Tempo    | Note |
| ---- | -------- | ------ | ---------------------------- | ----------------------- | -------- | ---- |
| 1    | 7        | 5      | David Davies                 | Gran Bretagna           | 14:53.57 | Q    |
| 2    | 6        | 7      | Larsen Jensen                | Stati Uniti             | 14:56.28 | Q    |
| 3    | 6        | 4      | Mateusz Sawrymowicz          | Polonia                 | 14:56.65 | Q    |
| 4    | 6        | 6      | Federico Colbertaldo         | Italia                  | 14:58.26 | Q    |
| 5    | 5        | 5      | Grant Hackett                | Australia               | 14:59.24 | Q    |
| 6    | 5        | 6      | Erik Vendt                   | Stati Uniti             | 14:59.82 | Q    |
| 7    | 7        | 4      | Yury Prilukov                | Russia                  | 15:01.67 | Q    |
| 8    | 7        | 3      | Craig Stevens                | Australia               | 15:02.16 | Q    |
| 9    | 5        | 4      | Park Tae-Hwan                | Corea del Sud           | 15:03.62 |      |
| 10   | 7        | 2      | Nikita Lobintsev             | Russia                  | 15:06.03 |      |
| 11   | 5        | 2      | Takeshi Matsuda              | Giappone                | 15:06.28 |      |
| 12   | 7        | 7      | Luka Turk                    | Slovenia                | 15:07.59 |      |
| 13   | 7        | 1      | Sergiy Fesenko               | Ucraina                 | 15:08.05 |      |
| 14   | 6        | 8      | Marcos Rivera Miranda        | Spagna                  | 15:08.95 |      |
| 15   | 6        | 1      | Ryan Cochrane                | Canada                  | 15:09.88 |      |
| 16   | 6        | 3      | Thomas Lurz                  | Germania                | 15:11.26 |      |
| 17   | 4        | 5      | Mads Glæsner                 | Danimarca               | 15:12.10 |      |
| 18   | 7        | 6      | Zhang Lin                    | Cina                    | 15:13.27 |      |
| 19   | 4        | 4      | Dávid Verrasztó              | Ungheria                | 15:14.68 |      |
| 20   | 5        | 8      | Spyridōn Gianniōtīs          | Grecia                  | 15:15.85 |      |
| 21   | 6        | 2      | Dragoş Coman                 | Romania                 | 15:18.73 |      |
| 22   | 4        | 6      | Tom Vangeneugen              | Belgio                  | 15:22.98 |      |
| 23   | 5        | 3      | Nicolas Rostoucher           | Francia                 | 15:23.98 |      |
| 24   | 6        | 5      | Sébastien Rouault            | Francia                 | 15:24.90 |      |
| 25   | 7        | 8      | Zhang Enjian                 | Cina                    | 15:29.71 |      |
| 26   | 4        | 2      | Ricardo Monasterio           | Venezuela               | 15:30.00 |      |
| 27   | 5        | 7      | Maciej Hreniak               | Polonia                 | 15:31.35 |      |
| 28   | 3        | 7      | Ryan Arabejo                 | Filippine               | 15:39.86 |      |
| 29   | 4        | 7      | Florian Janistyn             | Austria                 | 15:43.64 |      |
| 30   | 4        | 3      | Fernando Costa               | Portogallo              | 15:46.73 |      |
| 31   | 3        | 4      | Jarrod Ballem                | Canada                  | 15:47.64 |      |
| 32   | 4        | 1      | Caglar Gokbulut              | Turchia                 | 15:48.67 |      |
| 33   | 2        | 4      | Banjamin Guzman Blanco       | Cile                    | 16:05.25 |      |
| 33   | 3        | 3      | Tharnawat Thanakornworakiart | Thailandia              | 16:05.25 |      |
| 35   | 3        | 1      | Emanuel Nicolini             | San Marino              | 16:20.46 |      |
| 36   | 2        | 5      | Pál Joensen                  | Fær Øer                 | 16:23.56 |      |
| 37   | 3        | 8      | Kevin Soow Choy Yeap         | Malaysia                | 16:27.69 |      |
| 38   | 3        | 6      | Mihajlo Ristovski            | Macedonia               | 16:41.60 |      |
| 39   | 4        | 8      | Erwin Maldonado              | Venezuela               | 16:47.50 |      |
| 40   | 2        | 6      | Sobitjon Amilov              | Uzbekistan              | 16:49.05 |      |
| 41   | 2        | 7      | Neil Agius                   | Malta                   | 17:05.05 |      |
| 42   | 2        | 3      | Davor Trnovljakovic          | Bosnia ed Erzegovina    | 17:11.74 |      |
| 43   | 1        | 4      | Omar Núñez                   | Nicaragua               | 17:23.31 |      |
| 44   | 1        | 5      | Heimanu Sichan               | Polinesia francese      | 17:32.53 |      |
| 45   | 2        | 1      | Juan Lagos                   | Honduras                | 17:33.31 |      |
| 46   | 2        | 2      | Timur Kartabaev              | Kirghizistan            | 17:55.11 |      |
| 47   | 1        | 3      | Cooper Graf                  | Isole Marianne del Nord | 19:33.41 |      |
| 999  | 3        | 2      | Ahmed Mathlouthi             | Tunisia                 | DNS      |      |
| 999  | 3        | 5      | Mohammed Naeem Masri         | Siria                   | DNS      |      |
| 999  | 5        | 1      | Christian Hein               | Germania                | DNS      |      |

### Finale
| Pos- | Corsia | Nuotatore            | Nazione       | Tempo    |
| ---- | ------ | -------------------- | ------------- | -------- |
| 1    | 3      | Mateusz Sawrymowicz  | Polonia       | 14:45.94 |
| 2    | 1      | Yury Prilukov        | Russia        | 14:47.29 |
| 3    | 4      | David Davies         | Gran Bretagna | 14:51.21 |
| 4    | 5      | Larsen Jensen        | Stati Uniti   | 14:52.98 |
| 5    | 6      | Federico Colbertaldo | Italia        | 14:56.22 |
| 6    | 8      | Craig Stevens        | Australia     | 14:59.11 |
| 7    | 2      | Grant Hackett        | Australia     | 14:59.59 |
| 8    | 7      | Erik Vendt           | Stati Uniti   | 15:07.76 |

DNS= Non partiti